# 德政站
德政站位于中华人民共和国浙江省温州市鹿城区牛山北路西侧，是温州轨道交通S1线的一座中间站，该站于2019年1月23日投入运营。

## 结构

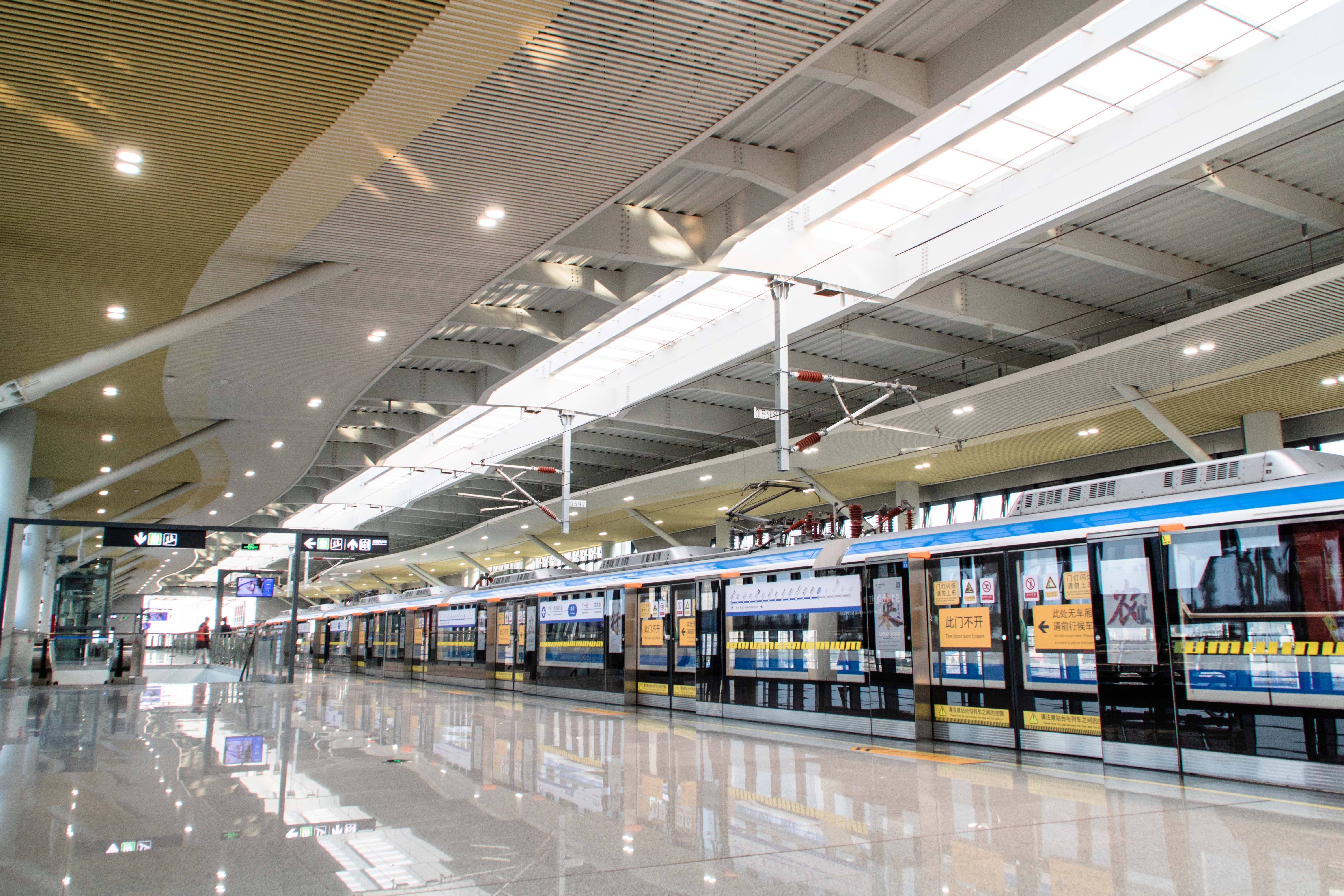
站台

### 楼层分布
侧式站台2面2线高架车站。
| 3F | 侧式站台，左边车门将会开启 | 侧式站台，左边车门将会开启         |
| 3F | █ S1线往双瓯大道           |                                    |
| 3F | █ S1线往桐岭               |                                    |
| 3F | 侧式站台，左边车门将会开启 |                                    |
| 2F | 站厅层                     | 闸机、客服中心、卫生间（非付费区） |
| 1F | 出入口                     | 出入口1-2                          |

## 出入口

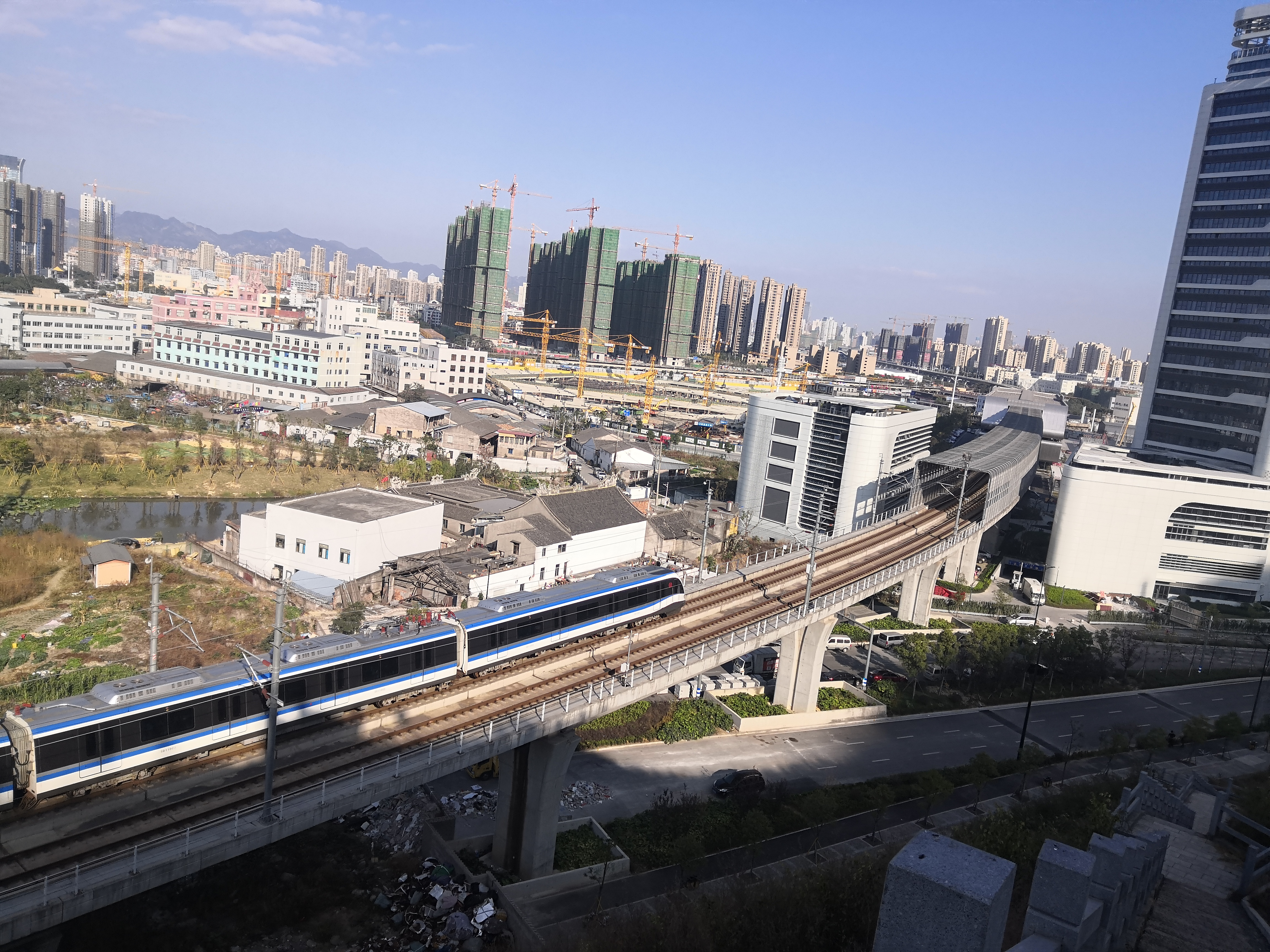
一辆列车驶入德政站，拍摄于牛山

德政站设有2座出口。
| 出入口编号 | 设施               | 可前往目的地   |
| ---------- | ------------------ | -------------- |
| 1          |                    | 牛山北路（北） |
| 2          | （设于出入口外侧） | 牛山北路（南） |